# SENAI Goiás
O SENAI Goiás é uma instituição privada brasileira, sem fins lucrativos do Serviço Nacional de Aprendizagem Industrial que atende o Estado de Goiás. A instituição promove programas de capacitação, qualificação profissional, cursos técnicos para suprir a mão de obra industrial do estado de Goiás.
Sua principal unidade localiza-se em Goiânia, no bairro Vila Canaã. A unidade pioneira da instituição no estado foi a Faculdade de Tecnologia Senai Roberto Mange, localizada em Anápolis, cuja inauguração se deu em 1952.